# Abryna regispetri
Abryna regispetri là một loài bọ cánh cứng trong họ Cerambycidae.